# Resolutie 2426 Veiligheidsraad Verenigde Naties
Resolutie 2426 van de Veiligheidsraad van de Verenigde Naties werd op 29 juni 2018 met unanimiteit aangenomen. De resolutie verlengde de UNDOF-waarnemingsmissie aan de grens tussen Syrië en Israël opnieuw met een half jaar.

## Achtergrond
Na de Jom Kipoeroorlog van 1973 kwamen Syrië en Israël overeen de wapens neer te leggen. De bestandslijn lag in het gebied van de Golan-hoogten in het zuidwesten van Syrië. Een waarnemingsmacht van de Verenigde Naties, de United Nations Disengagement Observer Force (Waarnemersmacht van de VN voor Toezicht op het Troepenscheidingsakkoord), moest op de uitvoer van de twee gesloten akkoorden toezien. Ook toen in 2011 de Syrische Burgeroorlog uitbrak, bleef de missie doorlopen, hoewel de manschappen werden teruggetrokken naar de westelijke grens van het gebied, met de door Israël bezette Golanhoogten. De posten aan de oostelijke grens met Syrië werden verlaten. Daar werd gevochten tussen het Syrisch leger, rebellengroepen en terreurgroepen. Daarbij werd ook geregeld over de bestandslijn heen richting Israël gevuurd, dat dan met gevechtsvliegtuigen en tanks terugvuurde.

## Inhoud
De gevechten tussen de Syrische strijdkrachten en gewapende groeperingen in de scheidingszone tussen Israël en Syrië bleven de in 1974 gesloten wapenstilstand in gevaar brengen, alsook de bevolking en het VN-personeel ter plaatse. De Veiligheidsraad veroordeelde ook de inzet van zware wapens door beiden. In dit gebied zouden geen militairen aanwezig mogen zijn.
Om het gevaar te beperken waren een aantal UNDOF-posten verlaten. Intussen werd gewerkt om het hoofdkwartier terug naar Kamp Faouar te verplaatsen en daar opnieuw te patrouilleren. Groeperingen werden ook opgeroepen ingenomen UNDOF-posten en de grenspost bij Quneitra te verlaten en gestolen wapens en voertuigen terug te geven.
UNDOF's mandaat werd met zes maanden verlengd, tot 31 december 2018.
Lijst ·  2398 ·  2399 ·  2400 ·  2401 ·  2402 ·  2403 ·  2404 ·  2405 ·  2406 ·  2407 ·  2408 ·  2409 ·  2410 ·  2411 ·  2412 ·  2413 ·  2414 ·  2415 ·  2416 ·  2417 ·  2418 ·  2419 ·  2420 ·  2421 ·  2422 ·  2423 ·  2424 ·  2425 ·  2426 ·  2427 ·  2428 ·  2429 ·  2430 ·  2431 ·  2432 ·  2433 ·  2434 ·  2435 ·  2436 ·  2437 ·  2438 ·  2439 ·  2440 ·  2441 ·  2442 ·  2443 ·  2444 ·  2445 ·  2446 ·  2447 ·  2448 ·  2449 ·  2450 ·  2451